# Сюриг, Фредерик
Фредерик Г. Сюриг (англ. Frederick G. Suerig; 21 июня 1878, Миссури — 8 декабря 1929, Сент-Луис, Миссури) — американский гребец, серебряный призёр летних Олимпийских игр 1904.
На Играх 1904 в Сент-Луисе Сюриг участвовал только в соревнованиях четвёрок без рулевого. Его команда заняла второе место и выиграла серебряные медали.